# راکفورد، آیداهو
راکفورد (به انگلیسی: Rockford) یک منطقهٔ مسکونی در ایالات متحده آمریکا است که در شهرستان بینگم، آیداهو واقع شده‌است. راکفورد ۲۷۶ نفر جمعیت دارد و ۱٬۳۶۰٫۹۵ متر بالاتر از سطح دریا واقع شده‌است.